# هربرت هان
هربرت هان (بالألمانية: Herbert Hahn)‏ هو مدرس ألماني، ولد في 5 مايو 1890 في بارنو في إستونيا، وتوفي في 20 يونيو 1970 في شتوتغارت في ألمانيا.